# Advanced Re-entry Vehicle
Pour les articles homonymes, voir ARV.
L’Advanced Re-entry Vehicle ou ARV (en français « Véhicule de Rentrée Avancé ») était un projet de vaisseau cargo spatial lancé en novembre 2008 par l'Agence spatiale européenne et développé à partir de l'ATV. Contrairement à l'ATV, qui après avoir ravitaillé la Station spatiale internationale, est détruit lors de son retour sur Terre, l'ARV aurait pu effectuer une rentrée atmosphérique. Le projet a été remplacé par la participation européenne au vaisseau Orion de la NASA via l'European Service Module, qui exploite les technologies du module de service de l'ATV. 

## Présentation
L'ATV développé dans le cadre du programme spatial européen et dont le premier vol remonte à 2008 était un cargo spatial sans équipage conçu pour ravitailler la Station spatiale internationale en consommables (ergols, oxygène, ravitaillement…) et permettant de rehausser l'orbite de la station. L'ATV n'a pas été conçu pour être récupéré une fois sa mission accomplie. 
Pour capitaliser sur la réussite de ce développement, l'Agence Spatiale Européenne avait lancé un projet de cargo spatial récupérable composé du module de service de l'ATV (partie assurant le contrôle de l'orientation, la propulsion) et d'un nouveau module, qui se substitue au module de fret pressurisé de l'ATV, doté d'un bouclier thermique pour pouvoir effectuer une rentrée atmosphérique. L'ARV devait pouvoir ramener sur Terre plusieurs centaines de kilogrammes de fret. À l'époque, il était prévu que le cargo soit opérationnel à compter de 2015.
L'objectif de ce développement était de disposer d'un véhicule permettant de reprendre en partie le rôle de la navette spatiale américaine après l'arrêt de celle-ci pour le retour sur Terre de fret depuis l'orbite basse. 
Le projet était développé par le principal industriel qui a conçu l'ATV : la filiale allemande de EADS Astrium. 
Le projet, entré en « Phase A » en juillet 2009, devait utiliser le résultat de plusieurs études et prototypes développés précédemment dans le cadre du programme spatial européen en particulier l'ARD (Advanced Re-entry Demonstrator) un démonstrateur qui a effectué une rentrée atmosphérique réussie en 1998.
Depuis, le projet a été abandonné.